# Lateinamerika Verein
Der Lateinamerika Verein e. V. (LAV) ist eine in Hamburg ansässige Wirtschaftsvereinigung zur Förderung der Wirtschaftsbeziehungen zwischen Deutschland und den Ländern Lateinamerikas und der Karibik. Im Jahr 1916 von Hamburger und Bremer Kaufleuten gegründet, unterstützt der LAV heute branchenübergreifend und bundesweit Unternehmen beim Auf- und Ausbau von Geschäftsbeziehungen in der Region.
Der Verein informiert seine Mitglieder über die aktuelle wirtschaftliche und politische Situation in Lateinamerika und ist eine Plattform zum Informations- und Erfahrungsaustausch zwischen Mitgliedern, Verbänden und politischen Institutionen über wirtschaftliche Rahmenbedingungen und Markteinstiegsmöglichkeiten. Der Verein organisiert Veranstaltungen zu wirtschaftsnahen Themen sowie Markterkundungsreisen in die Region. Aktuell betreut der Verein rund 400 Firmen aus Deutschland und Lateinamerika, darunter kleine und mittelständische Unternehmen, Konzerne, Verbände sowie Einzelpersonen. Der Vorstand und das Präsidium setzen sich aus Vorständen und Geschäftsführern der Mitgliedsunternehmen zusammen. Der Verein ist Teil der Lateinamerika-Initiative der deutschen Wirtschaft (LAI). Vorstandsvorsitzender des Lateinamerika Vereins ist Arthur Ernesto Darboven, Unternehmer und Mitinhaber des Kaffeehandelshauses J. J. Darboven.

## Der Lateinamerika-Tag
Seit 1949 veranstaltet der Verein einmal jährlich den Lateinamerika-Tag als zweitägige Wirtschaftskonferenz in Hamburg bzw. einer anderen deutschen Großstadt, zu dessen Anlass der Präsident eines lateinamerikanischen Landes als Ehrengast geladen wird.
Der Lateinamerika-Tag ist eine Plattform für den Austausch zwischen den Regionen, bei dem aus verschiedenen Perspektiven die aktuelle wirtschaftliche Lage, Trends und Kooperationsmöglichkeiten der deutschen Wirtschaft mit Lateinamerika aufgezeigt werden.

## Auswahl bisheriger Ehrengäste
- 1949: Ludwig Erhard, deutscher Bundesminister für Wirtschaft
- 1954: Theodor Heuss, deutscher Bundespräsident
- 1961: Heinrich Lübke, deutscher Bundespräsident
- 1976: Walter Scheel, deutscher Bundespräsident
- 1989: Helmut Schmidt, deutscher Bundeskanzler
- 1999: Hugo Chávez, venezolanischer Präsident
- 2000: Fernando Henrique Cardoso, brasilianischer Präsident
- 2001: Vicente Fox, mexikanischer Präsident
- 2004: Nicanor Duarte Frutos, paraguayischer Präsident
- 2005: Tabaré Vázquez, uruguayischer Präsident
- 2006: Michelle Bachelet, chilenische Präsidentin
- 2007: Martín Torrijos, panamaischer Präsident
- 2008: Patrick Manning, Premierminister von Trinidad und Tobago
- 2009: Luiz Inácio Lula da Silva, brasilianischer Präsident
- 2010: Cristina Fernández de Kirchner, argentinische Präsidentin
- 2011: José Mujica, uruguayischer Präsident
- 2012: Ricardo Martinelli, panamaischer Präsident
- 2013: Ildefonso Guajardo Villarreal, mexikanischer Wirtschaftsminister
- 2014: Michelle Bachelet, chilenische Präsidentin
- 2015: Evo Morales, bolivianischer Präsident
- 2016: Martin Schulz, Präsident des Europäischen Parlaments
- 2017: Gabriel André Duque Mildenberg, Botschafter der Republik Kolumbien in Japan
- 2018: Sebastián Piñera, chilenischer Präsident
- 2019: Lenín Moreno, ecuadorianischer Präsident
- 2021: Marta Lucía Ramírez, kolumbianische Vizepräsidentin und Außenministerin
- 2022: Mario Abdo Benítez, paraguayischer Präsident
- 2023: Dina Boluarte, peruanische Präsidentin